# Riera Gran
La Riera Gran es un afluente del Noya que nace a la meseta de Calaf y desemboca en la riera de Veciana. Discurre por los municipios de Prats del Rey, Veciana y Copóns.